# Evangelische Kirche Blankenbach (Sontra)

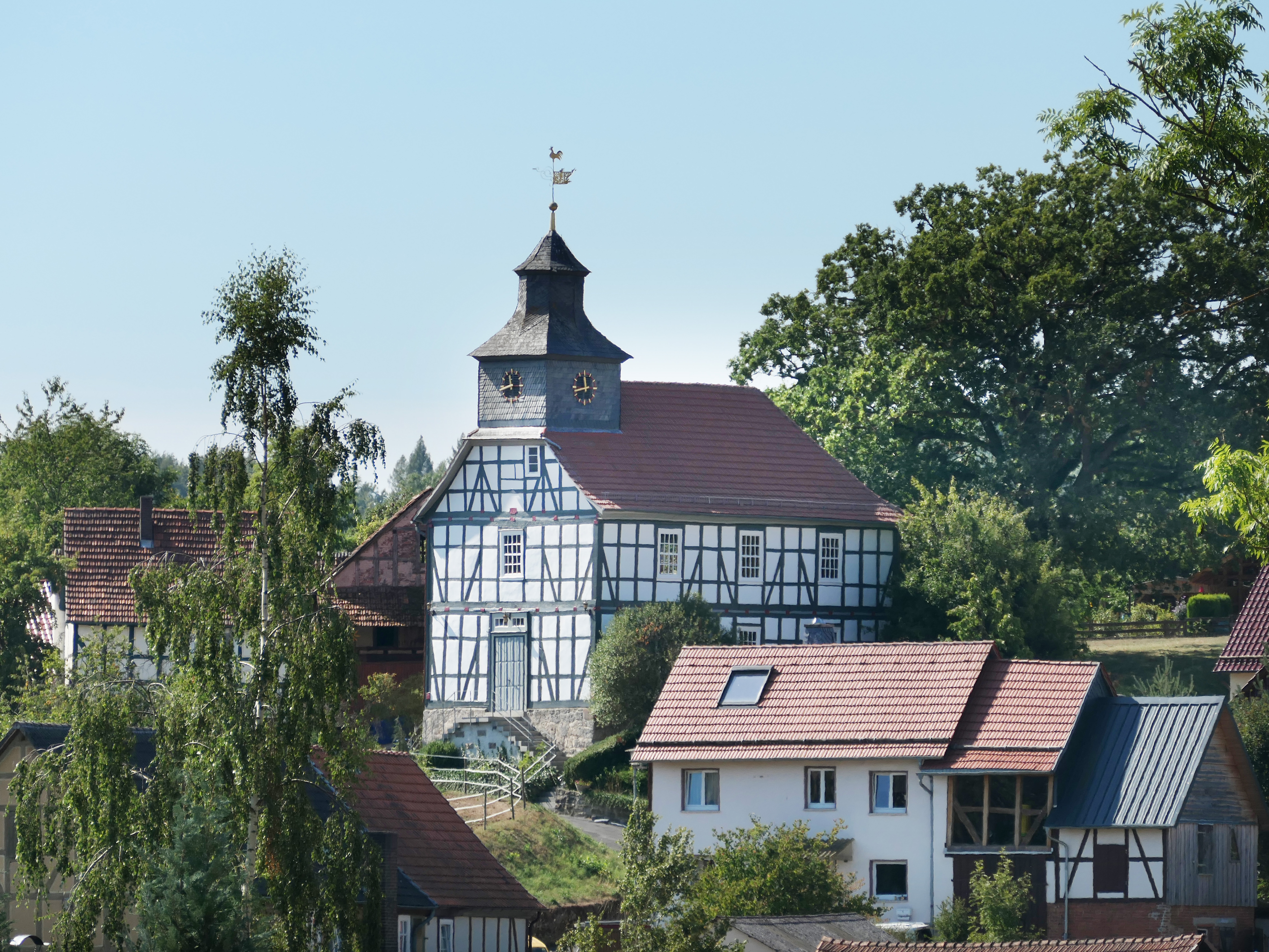
Die östliche und die nördliche Seite der Kirche

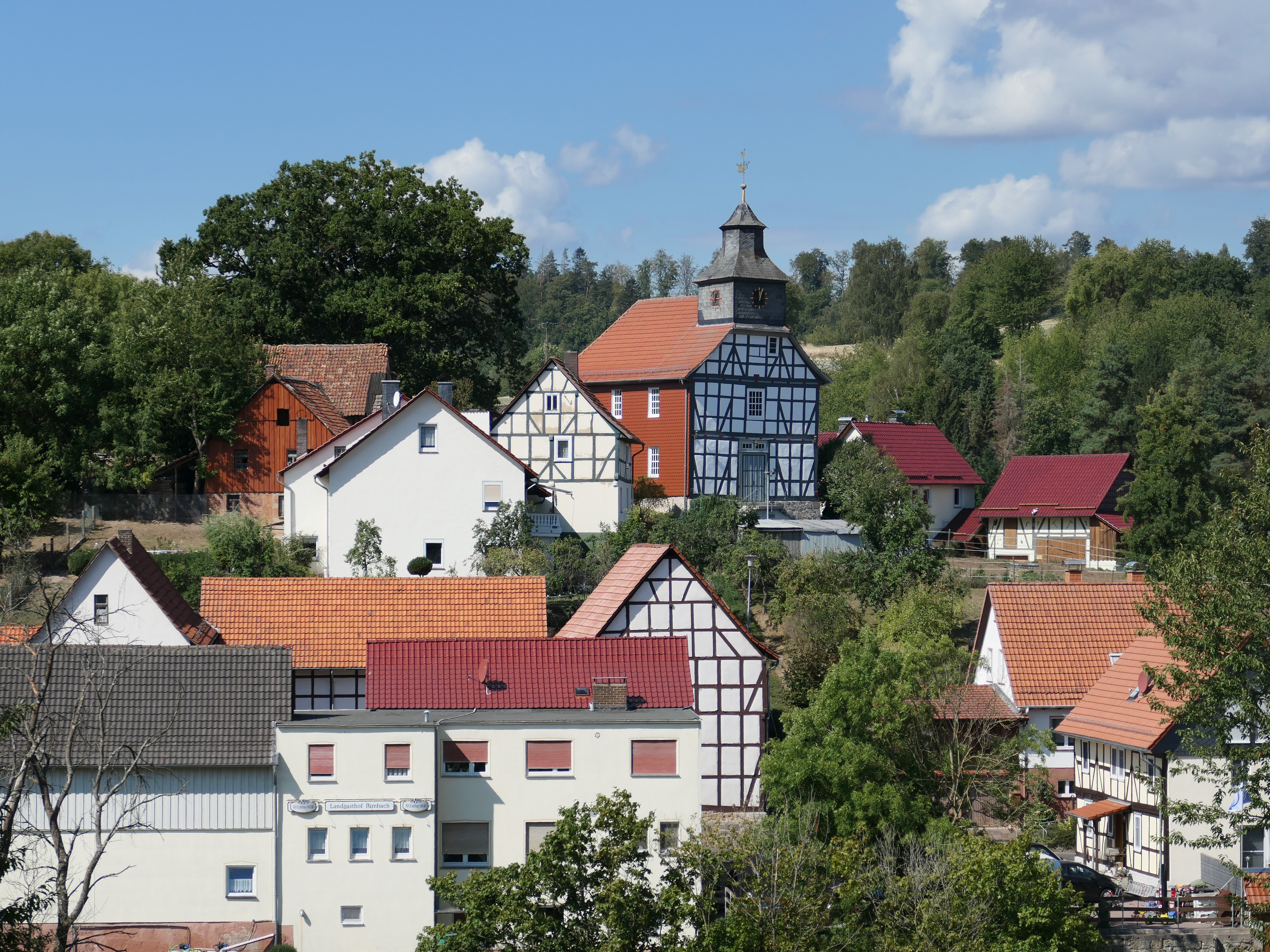
Blick von Osten auf den Kirchberg

Die Evangelische Kirche Blankenbach ist ein denkmalgeschütztes Gebäude auf dem Kirchberg in Blankenbach, einem Ortsteil der Stadt Sontra im nordhessischen Werra-Meißner-Kreis. Die Gemeinde des im Jahr 1332 erstmals erwähnten Orts bildet mit den Kirchengemeinden des Ulfetals Krauthausen, Breitau, Ulfen und Wölfterode das Kirchspiel Ulfen. In Ulfen, dem größten Dorf des Kirchspiels, befindet sich auch der Sitz des Pfarramts. Die fünf selbstständigen Kirchengemeinden des Kirchspiels gehören zum Kooperationsraum Sontraer Land im Kirchenkreis Werra-Meißner, innerhalb der Evangelischen Kirche von Kurhessen-Waldeck im Sprengel Kassel.

## Geschichte
Blankenbach lag einst „Im Krummen Grund“, rund 500 Meter weiter westlich von der jetzigen Ortsmitte und die damalige Kirche stand in der Flur „Auf der alten Kirche“. Hier wurde im Jahr 1992, außer einigen mittelalterlichen Scherben, auch ein eiserner Schlüssel gefunden, der möglicherweise der Kirchenschlüssel war. Nach einer Wüstungsphase ist das Dorf im 16. Jahrhundert auf seinem heutigen Platz neu errichtet worden. In dieser Zeit gehörte Blankenbach dem Baumbachischen Gericht Nentershausen an, über das der hessische Landgraf seit 1578 die peinliche Gerichtsbarkeit ausübte. Die gegenwärtige Kirche des Dorfes wurde an erhöhter Stelle gegen Ende des 18. Jahrhunderts erbaut. In diesen Jahren (seit 1787) befand sich Blankenbach in der Landgrafschaft Hessen-Kassel, dem späteren Kurfürstentum Hessen (von 1803 bis 1806) und in der napoleonischen Zeit gehörte der Ort von 1807 bis 1813 zum Departement der Werra im Königreich Westphalen. Im Rahmen der hessischen Gebietsreform wurde Blankenbach im Juli 1971 als Stadtteil nach Sontra eingegliedert.

## Kirchengebäude
Die weit sichtbare Kirche, die das Ortsbild Blankenbachs entscheidend prägt, wurde von 1788 bis 1791 nach den Plänen des Bauinspektors Johann Georg Zerbst aus Hersfeld erbaut. Zerbst entwarf für das Dorf einen Fachwerkbau, der sich in zwei Geschossen über einem massiven Sockel erhebt und von einem Satteldach geschlossen wird. Das Fachwerkgefüge wurde mit einer regelmäßigen Stützenstellung klar gegliedert. Jedes Geschoss wird von durchgehenden Sturz- und Brustriegeln in drei Zonen geteilt. An den Eckständern verhindern Drei-Viertel-Streben eine Parallelverschiebung des Fachwerkgerüstes. Der aufgesetzte Giebeldachreiter an der östlichen Seite, den eine Wetterfahne krönt, wurde in den 1960er Jahren mit Schiefer verkleidet.
Der hoch aufsteigende Innenraum mit einer dreiseitig umlaufenden Empore wird von einer Flachdecke geschlossen. Zu der Ausstattung gehören die Kanzel aus dem Jahr 1790 und eine Orgel mit klassizistischem Prospekt, die um 1800 entstand und 1966 restauriert wurde. Im Eingangsbereich hängen Gedenktafeln zum Gedächtnis an Teilnehmer aus dem Ort der Napoleonischen Befreiungskriege 1814, des Deutsch-Französischen Krieges von 1870 bis 1871 und des Ersten Weltkrieges.

## Denkmalschutz

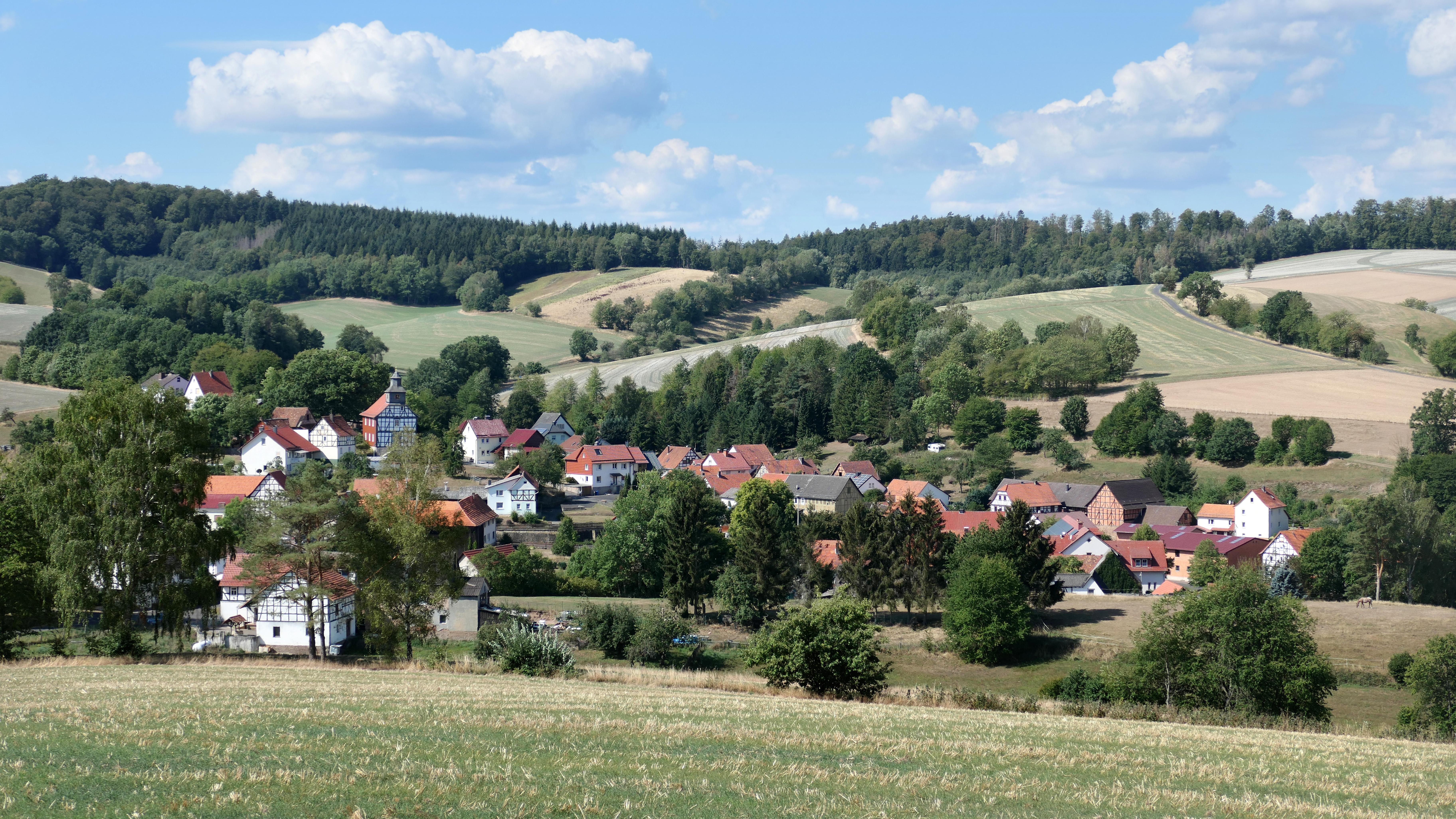
Blankenbach vom Heßberg aus gesehen

Wegen ihrer künstlerischen, geschichtlichen und städtebaulichen Bedeutung ist die Dorfkirche ein geschütztes Kulturdenkmal. Sie befindet sich innerhalb der Gesamtanlage des Ortes, die die historische Bausubstanz repräsentiert. In ihrem nördlichen Bereich reihen sich bescheidene kleinbäuerliche Anwesen aneinander, deren Erbauungszeiten bis in das 17. Jahrhundert zurückreichen. Dagegen wird die Wildecker Straße in südlicher Richtung von großbäuerlichen Hofanlagen mit stattlichen Wirtschaftsgebäuden aus dem letzten Drittel des 18. Jahrhunderts geprägt. Im Denkmalverzeichnis des Landes Hessen hat die Kirche die Nummer 38611 und die Gesamtanlage, die aus ortsgeschichtlichen Gründen unter Denkmalschutz steht, die Nummer 38605.